# Интерцентр-Люкс
ООО ТПФ «Интерцентр-Люкс» — текстильное предприятие в Тирасполе и Дубоссарах (Приднестровье). Продукция: одежда и текстиль. 60 % продукции швейных фабрик "Интерцентр-Люкс"а направляется в Германию, Голландию, Италию, Бельгию, США, Канаду и Россию.

### Структура компании

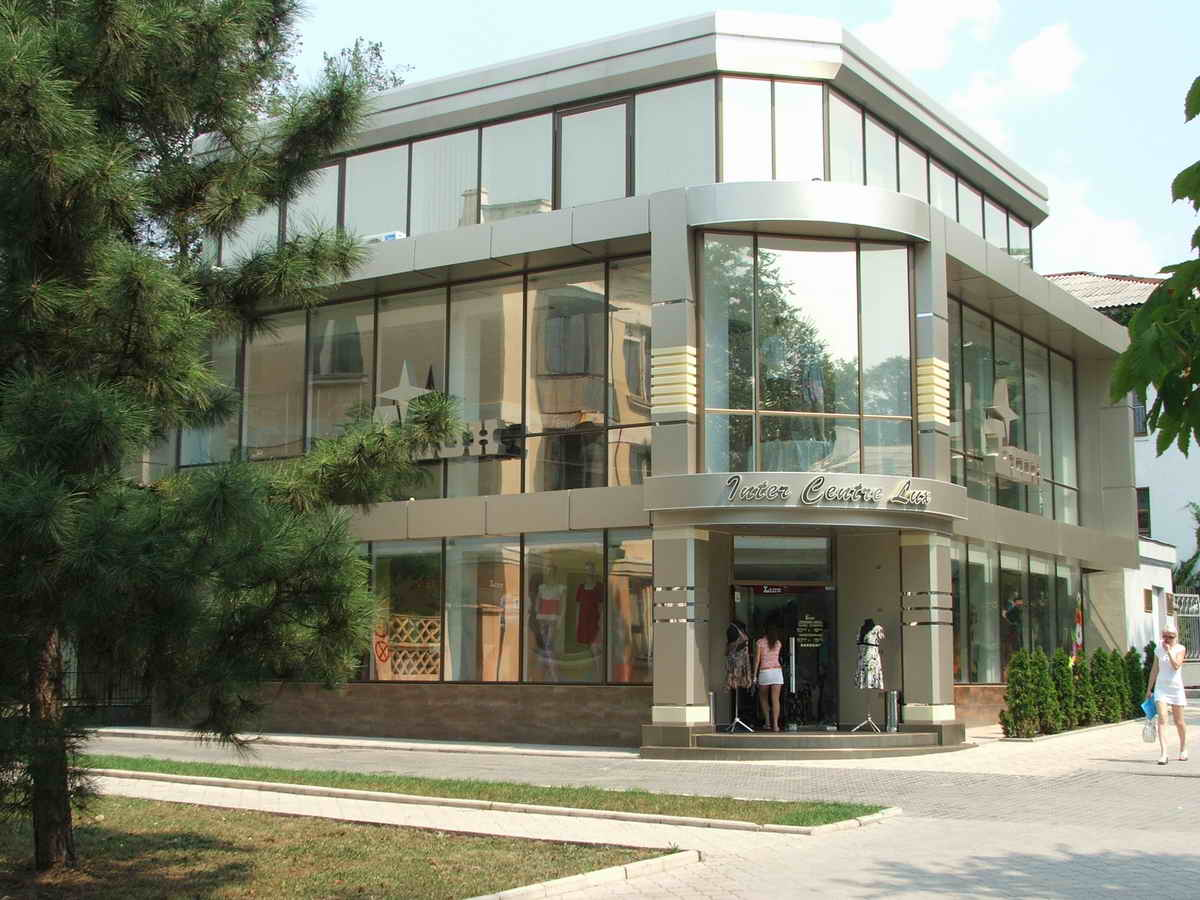
Магазин в Тирасполе

- швейная фабрика № 1 (г.Тирасполь) — флагман среди предприятий лёгкой промышленности Приднестровской Молдавской Республики[4]
- швейная фабрика № 2 (г.Дубоссары) — основной производитель качественной одежды в Приднестровской Молдавской Республике для ведущих стран ЕвроСоюза[5]
- трикотажная фабрика (г.Тирасполь),
- торговая сеть фирменных магазинов «Люкс» в городах Тирасполь, Днестровск, Григориополь, Дубоссары, Рыбница Приднестровской Молдавской Республики по продаже одежды под собственным брендом INTERCENTRE LUX.
- сеть модных салонов «Влад».

В ноябре 2014 года на Итальянском телевидении вышел репортаж, в котором рассказывалось о компании Prada, которая продавала в Италии одежду за 1950 евро, изготовленную на предприятиях Интерцентр-Люкс за 30 евро.
Ежегодно до 20% прибыли направляется на благотворительные цели. На протяжении долгих лет по личной инициативе основателя фирмы её коллектив шефствует над школой-интернатом для глухих и слабослышащих детей в Тирасполе.
Сумма уплаченных в бюджеты различных уровней и во внебюджетные фонды налогов только за 2006-2022 годы составила более 148 млн рублей.